# ジーランディア

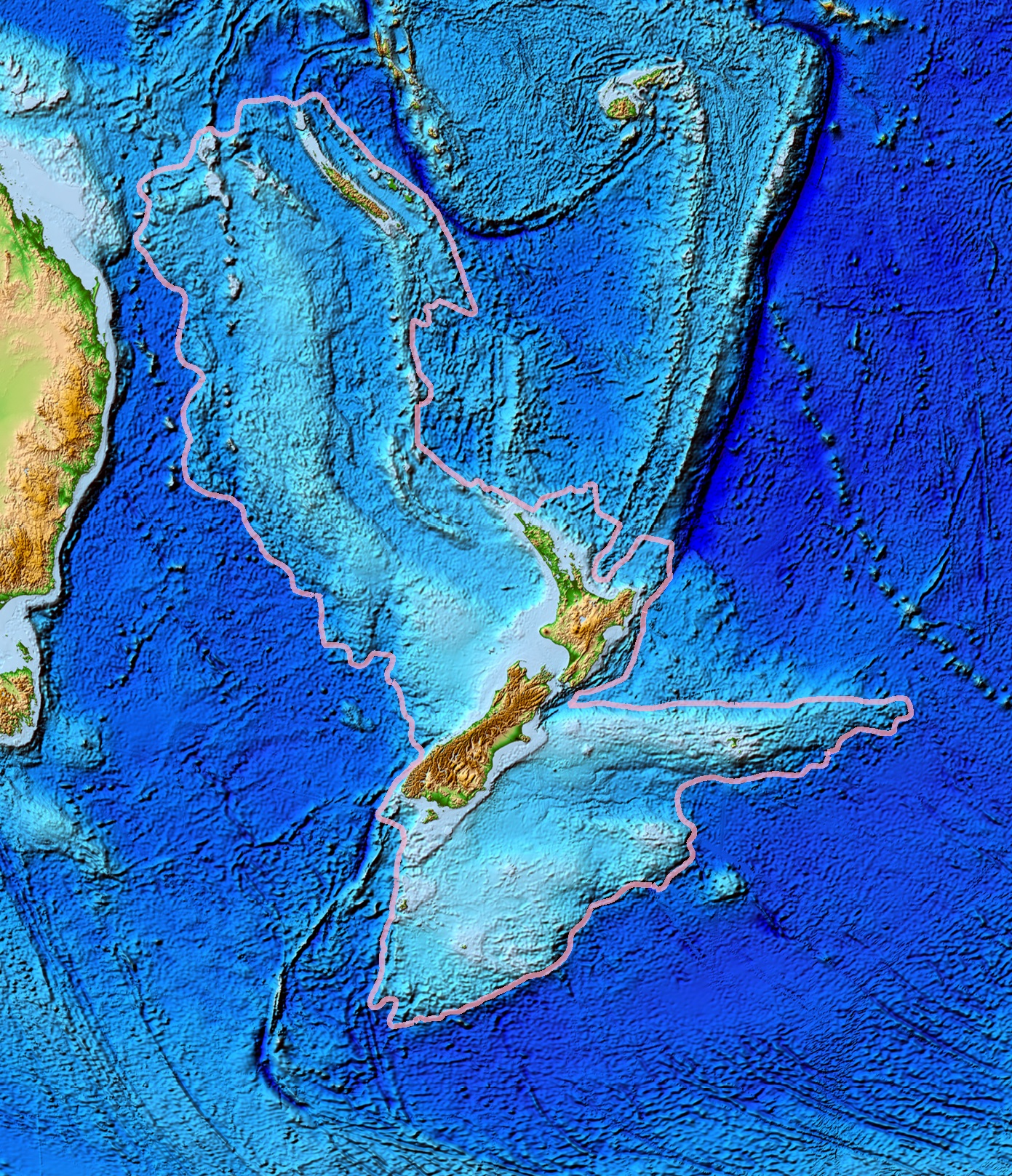
ジーランディアの範囲

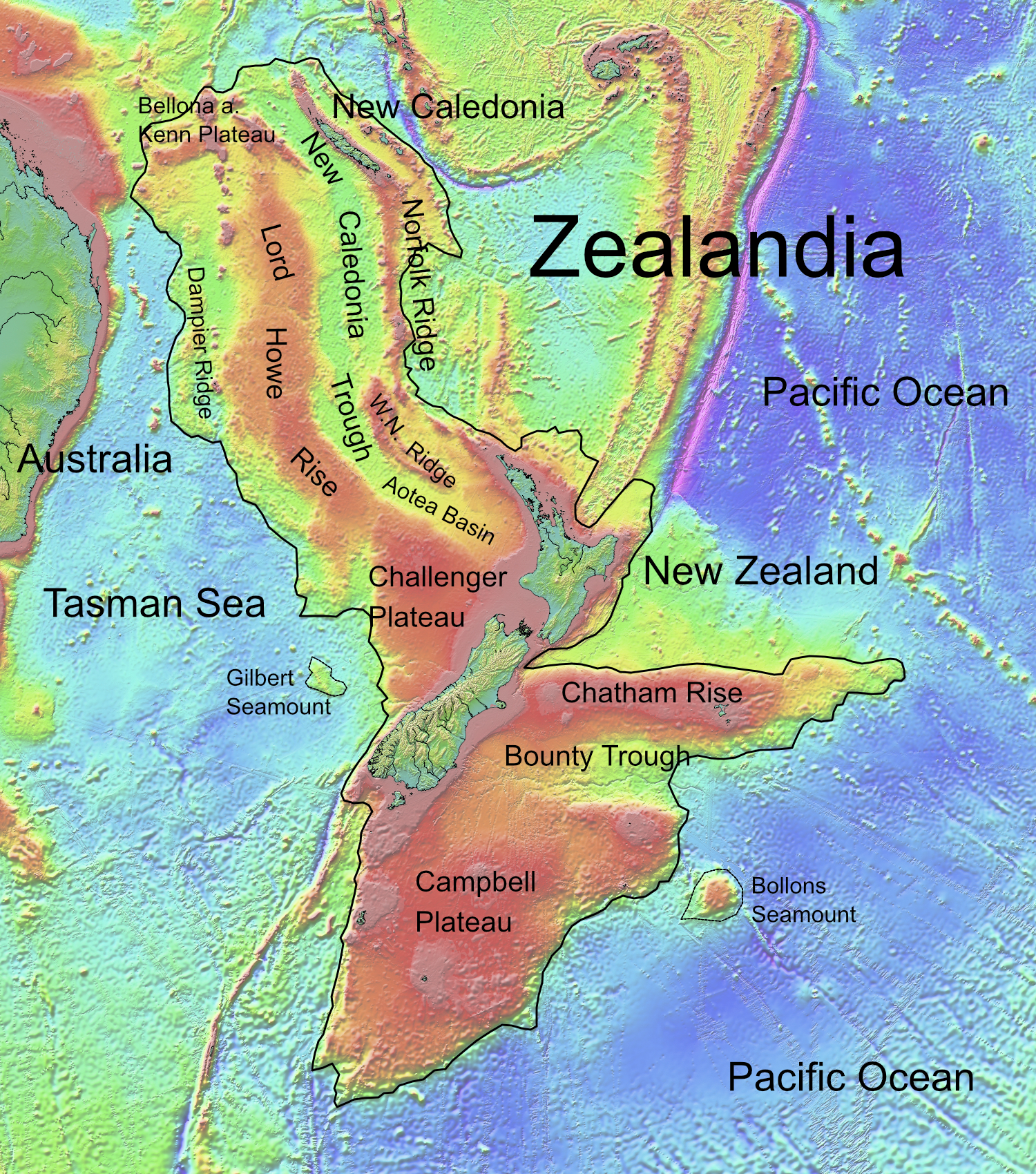
海底地形、赤部分の水深が浅い

ジーランディア（Zealandia）は、ニュージーランド・ニューカレドニア周辺地域に現存する大陸地殻。9割以上が海面下にある。タスマンティス（Tasmantis）ともいう。
ジーランディアという呼称は、1995年にBruce P. Luyendykがゴンドワナの断片化モデルの中でニュージランドを含んだ大陸の総称として提案した。

## 概要
ジーランディアは約1億3000万年前〜8500万年前に南極大陸と分裂し、さらに約8500万年前〜6000万年前にオーストラリア大陸と分裂し、その後そのほとんどが海面下に没したと考えられている。現在のようにジーランディアがほぼ完全に海面下に沈んだのは約2300万年前と推定されている。地質学的な証拠が弱いために断言はできないが、論証の結果から当時ジーランディアはその全てが海面下に没したのではないかとも言われる。
現在、ジーランディアの約93%は太平洋に沈んだままになっている。ジーランディアのほとんどが海面上には現れないのは、ジーランディアの下の地殻が一般的な大陸地殻よりも薄いからである。ジーランディアの地殻の厚さは約20kmほどしかないために、地球のマントルの上では、現在の海水面よりも上に顔を出せるほど高くは浮かび上がることができない。海面上に出た部分としてボールズ・ピラミッドがある。

### 面積
ジーランディアの面積は、約350万km2である。この面積は、世界最大の島として分類されているグリーンランド（約216万km2）よりも広く、亜大陸の1つであるインド亜大陸（約440万km2）に匹敵し、現在最小の大陸とされるオーストラリア大陸（約900万km2）の4割程度の面積に相当する。
ジーランディアは南北に細長い形状をしており、ジーランディアの北端はニューカレドニア（南緯19度）で、南端はニュージーランドの亜南極諸島（南緯56度）である。なお、ジーランディアの中で海面上に顔を出している場所として最も広いのはニュージーランドであり、その次がニューカレドニアである。ジーランディアのうち現在の海面上の面積の合計は、湖沼なども含めて286655km2である。このうちニュージーランドが267988km2と全体の約93%を占める。これにはニュージーランドの南島北島とその周辺の島の他に、アンティポデス諸島、オークランド諸島、バウンティ諸島、キャンベル島、チャタム諸島がジーランディアに含まれる。なお、ケルマディック諸島とマッコーリー島はジーランディアに含まれない。ニューカレドニアは本島と周辺の島々を合わせて18576km2で、全体の約7%ほどである。このほか、オーストラリアの領土となっている、ノーフォーク島、ロード・ハウ島、Elizabeth Reef、Middleton Reefといった小さな島が含まれる。

### 海面下
ジーランディアの中の海面下となっている場所としては、Lord Howe Rise、Challenger Plateau、Campbell Plateau、Norfolk Ridge、Chatham Riseがある。他に、太平洋に存在する海台の1つであるケン海台（Kenn Plateau）などもジーランディアに含まれる。ケン海台は、海洋底のプレートを形成する岩石よりも密度の低い比較的軽い、大陸性の岩石によってできている。したがって、この部分は海中に没しているものの大陸地殻の一部である。このケン海台は、今から約6300万年前から5200万年前の間に、オーストラリアの北東部から分離したと考えられている。その後は、ジーランディアの一部となっている。
なお、見かけ上離れているギルバート海山（Gilbert Seamount）も、ジーランディアの断片の1つとされる。ギルバート海山がニュージーランドの陸塊の一部（ジーランディアの一部）である証拠としては、地殻の厚さなどが挙げられる。
ちなみに、ボロンズ海山については、どのようにしてジーランディアと強固につながっているのか、なぜジーランディアの移動に伴って四散しないのか明らかになっていない。

## 地質学的知見
ジーランディアには、ほぼ平行に並んでいる2つの大きな尾根が存在する。この2つの尾根はオーラコゲンによって分断されている。この2つの尾根は海底からおおよそ海面下1500m〜1000m程度まで立ち上がっており、場所によっては海面上に顔を出して島を形成している。これらを構成している岩石は、地球では比較的比重の軽い、大陸地殻性の岩石である。この部分の地殻が一般的な大陸地殻よりも薄いため、そのほとんどが海面上には現れず、海面下に没している。この場所の地殻の厚さは約20kmほどしかないために、地球のマントルの上では現在の海水面よりも上に顔を出せるほど高くは浮かぶことができない。
約2500万年前に太平洋プレートに乗っているジーランディア南部がインド・オーストラリアプレートに乗っているジーランディア北部に対してずれ始めた。このために生じた移動がAlpine断層に沿ったものであり、その移動距離が約500kmであることが地形図から明白に読み取れる。この動きに伴って生じたプレート境界付近での圧縮によって南アルプス山脈は隆起したが、速やかに侵食されたためその高さは低くなった。また北部では太平洋プレートの沈み込みによって、ジーランディアの広い範囲に火山活動を発生させた。このジーランディアの火山活動は、ゴンドワナ大陸の分裂によって生じた大陸断片の動きが関係している。ジーランディアの火山はあちこちに存在し、それらは一般的にはそれほど大量の溶岩を噴出したわけでもないが、そのような小さな火山ばかりではなく中新世の後半には巨大な盾状火山も出現した。それに加えて、白亜紀終盤から新生代の間もジーランディアの幾つかの地域で火山活動があったという説もある。ただし、ジーランディアの北部にあるLord Howe Riseは中新世のうちに定位置で溶岩を地殻の上へと供給し続けるホットスポットを通過しているため、実際にどうだったのか、未だに議論が行われている。なおこのホットスポットを通過した結果、太平洋に存在する、海山の列の1つであるロードハウ海山列（Lord Howe seamount chain）が形成された。この海山列は中新世に形成されたと考えられており、約1000kmに渡ってほぼ南北に連なっている。これはこの時代、ここのプレートが北に向かって動いていた証拠の1つとされている。

## 生物地理学的知見

### 海面下
ジーランディアは現在ほとんどが海面下にある。この海面下の地形があるおかげで、一帯は良い漁場となっている。したがって、ジーランディアはニュージランドなどの沿岸漁業を助けているという言い方もできる。

### 陸上
ニューカレドニアはジーランディアの北端に位置する。一方、ニュージランドの南島と北島はプレートの境界付近に海底からそびえ立っており、このプレート境界がニュージランドを分断している。これらの土地には、AraucariasやPodocarpsを含んだ、南極の植物相が分布している。またクリオ湾には、現在のカウリやノーフォークマツと密接な関係のある古代の森が化石化したものが現存しており、ここでは約1億8000万年前のジュラ紀に生育していた植物の化石、つまりジーランディアがゴンドワナ大陸から分裂する前の植物の化石を見ることができる。ここにある化石は、火山性の泥流によって埋まった植物が、その後徐々に珪酸塩に置き換わったもの（珪化木を参照）であり、海によって侵食されたことで地上に露出して今に至っている。
なお、ジーランディアの元々の動物相に哺乳類は含まれておらず、元来は哺乳類のいない土地だったとされていた。しかし、2006年に中新世に生育していた哺乳類の顎の化石が発見された。
ボールズ・ピラミッドにはロードハウナナフシが生息しているが、付近にあるロード・ハウ島の個体とは差異が見られる。

## 調査
2020年に海洋研究開発機構（JAMSTEC）の地球深部探査船「ちきゅう」による潜水調査が計画されている。